# 陶乐县
陶乐县是中华人民共和国宁夏回族自治区石嘴山市已经撤销的一个建制县，陶乐县原位于宁夏东北部一狭长地，为中国最小的县和最狭长的县域之一。现所辖乡镇现已经化为银川市兴庆区和石嘴山市平罗县。

## 简介
陶乐县位于宁夏石嘴山市东南部的黄河东岸、鄂尔多斯台地西缘，南北长98公里，东西宽7.5公里，城区0.8平方公里，人口3.2万人，财政收入500万元。

## 历史
平罗县属五堆子一带的狭长地带，1784年黄河向西改道，此块土地被甩在黄河东岸。后经陕甘总督奏准该地仍归平罗县，并立5座碑为界。
1924年，绥远都统马福祥（原为宁夏护军使，调任绥远后其侄马鸿宾代理宁夏护军使）把绥远鄂托克旗的陶葫芦滩十六段地划给宁夏。马鸿宾派人到陶乐大量垦荒，又把以前在这里租卖土地的农户管辖起来，引起鄂托克旗牧民不满，纠纷不断。民国十八年（1929年）1月宁夏正式建省，宁夏省政府以所辖之地陶乐湖滩田地肥美，出产丰富，提出在东旗陶乐湖滩设置陶乐设治局，请求国民政府行政院批准。1929年11月5日，国民政府批准宁夏省成立陶乐设治局。正当宁夏省筹备陶乐设治局之际，行政院以绥远省呈请在鄂托克旗增设沃野县治为由，饬令两省先将省界划清，再行成立陶乐设治局。训令“宁夏省谨遵院令，暂行停止。”。绥远省主张边界应以黄河为准，1930年8月绥远省在此处自行设置沃野设治局，治陶乐湖滩(今宁夏陶乐县西南高仁镇)，托克托县人刘继尧为局长。
1934年12月12日，马鸿逵向蒋介石、中国国民党五中全会和宁复省政府驻京办事处处长周士观连发三电，引经据典，列举陶乐应属宁夏理由，向国民党中央申诉；又于12月18日致电绥远省主席傅作义：“兄迫于省府公议，只得加电代为转陈”，要傅作义“顾念陶滩关系宁夏防务，甚为重要及中央过去成案，俯赐一致主持，公谊私情均行”。傅作义收到此电后以“该治与绥远不可分离，弟亦难违反众意，即使有所主持，亦难生效”为由搪塞。1935年2月，马鸿逵在宁夏省第二次省政会议通过由徐宗孺等人提出的“收回陶乐湖滩，增设县治，以便从事垦殖案”议案，并以大会名义电请中央取消绥远沃野设治局，准宁夏设治。又以省政会议全体代表名义致电太原绥靖公署主任阎锡山、绥远省主席傅作义，希望顾念绥宁邻谊并两省利害关系，自动取消设治局，交还宁夏。2月24日傅作义给马鸿逵电报“弟意愿与吾兄从长计议，觅一圆满结果”，又讲“此次省政会议代表复又电请院部，绥省人士深受刺激……群情愤昂，据理反对”，认为此案应“似候中央核办，亦或公道”。马鸿逵多次电行政院院长汪精卫和内政部部长黄绍竑、代部长陶履谦，以“陕北赤匪猖獗，迭奉北平何委员眭电饬协剿。该滩毗连陕北，适在河边，于剿匪进行尤有关系”为借口，要求速派大员赴宁查勘，早结悬案。行政院不再敷衍，遂决定由内政部派员前往查勘。1935年10月，中央红军经长征抵达陕北。马鸿逵指示宁夏省政府委员海涛赴南京，游说各方并拜会内政部代部长陶履谦，商讨有关陶乐湖滩设治问题。国民政府表态同意陶乐湖滩划归宁夏，待时机成熟，方可正式裁定。1937年7月芦沟桥事变后，日军侵占了绥远。马鸿逵借此机会，于1937年11月，正式派员前往陶乐，成立陶乐设治局。1941年7月国民政府指令行政院“为据内政部呈报宁夏省陶乐设治局提升为县，转呈鉴核备案，并请铸发陶乐县政府印信。”至此，纷争不断的陶乐湖滩归属案终于了结，陶乐被正式收入宁夏。陶乐县政府驻高仁镇。1945年设置宁夏第三行政督察区，陶乐县归其管辖。
1954年，宁夏省撤销，南部并入甘肃省，设立银川专区，陶乐县归属银川专区管辖。1958年，银川专区撤销，设立宁夏回族自治区，陶乐县直属宁夏回族自治区管辖。鉴于宁夏与内蒙古没有明确的边境标志，1959年5月，中央民委副主任刘春、内蒙古自治区副主席王再天、宁夏自治区党委书记（当时设有第一书记）甘春雷三人组成小组，负责具体区划工作。双方对两区全长789公里的边界重新勘定。1959年7月22日至8月30日，由内蒙古自治区民政厅社会处处长刘长斌和宁夏陶乐县委书记王荫森担任组长负责东段划界工作，对鄂托克旗和陶乐县边界进行了实地勘察。双方协议完成了区划立标任务，并在一些勘测点立上界标，书有蒙汉文“内蒙宁夏界标”字样。工作组还就陶乐县白银大队的两个生产队、陶乐县撤销的矿点及鄂托克旗沙亥庙农场少冬子分场的交接达成协议。至此解决了历史上所没有解决的问题。1972年，银北地区设立，陶乐县归属银北地区管辖。
1975年，银北地区撤销，陶乐县归属石嘴山市管辖。
2003年12月31日，国务院批复同意撤销陶乐县，将原陶乐县的红崖子乡、高仁乡、马太沟镇划归平罗县管辖，月牙湖乡划归银川市兴庆区管辖。2004年1月，陶乐县撤销，将月牙湖乡、县牧场、县林场划归银川市兴庆区，高仁乡、马太沟镇、红崖子乡划归平罗县。2004年7月5日，马太沟镇更名为陶乐镇。

## 行政区划
在撤销前，陶乐县下辖红崖子乡、高仁乡、马太沟镇、月牙湖乡。

### 历史变迁
1950年6月，陶乐县撤销区级建制，设立5个乡，其中第一乡乡政府驻地高仁镇，第二乡乡政府驻地马太沟，第三乡乡政府驻地沟湾子，第四乡乡政府驻地察罕埂，第五乡乡政府驻地白银套海。
1952年春，陶乐县第五乡的渡口村、石嘴山渡口东岸划归内蒙古自治区鄂托克旗管辖。10月，从第二乡分出第三乡，第三乡乡政府驻地六顷地；原第三乡改为第四乡，驻地迁至铁面乌素；原第四、五乡分别改称第五、六乡。1953年初，陶乐县县政府驻地迁至马太沟。1954年初，陶乐县第三乡的西梁村划归第二乡；第四乡的铁面乌素划归第三乡；第三乡乡政府驻地迁至王家庄子西龙王庙附近；第四乡乡政府驻地迁至察罕埂；第五乡乡政府驻地驻地迁至红崖子。
1955年11月，陶乐县组建新星乡，驻月牙湖。1957年，陶乐县马太沟乡改为马太沟镇；10月，新星乡更名为月牙湖乡。
1958年，陶乐县组建3个公社，下设12个生产大队，其中灯塔公社由原马太沟镇、六顷地乡组建，公社驻马太沟，下辖六顷地、新华、新村、东采、义和、马太沟6个生产大队；红星公社由原月牙湖乡和高仁镇乡组建，公社驻高仁镇，下辖月牙湖、高仁镇、杨柜3个生产大队；红旗公社由五堆子、红崖子、白银套海3个乡合并组建，下驻红崖子，辖五堆子、红崖子、白银套海3个生产大队。1959年4月，陶乐县的灯塔、红星、红旗3个公社分别更名为马太沟、高仁镇、红崖子公社。
1960年5月，陶乐县将原1个公社划分为5个公社，10月，陶乐县撤销3个公社，全县组建为1个公社，下设月牙湖、高仁镇、六顷地、新华、新村、马太沟、义和、予安、五堆子、红崖子等10个生产大队。此时，陶乐县共辖月牙湖、高仁镇、马太沟、新华、五堆子、红崖子等6个公社。
1962年，陶乐县撤销各公社所属生产大队，实行公社、生产队两级管理体制，9月，陶乐县撤销月牙湖、新华2个公社。1963年，陶乐县由马太沟公社分设六顷地公社。1966年春，陶乐县撤销六顷地公社，并入马太沟公社。1981年7月，陶乐县组建街道办事处。
1984年，陶乐县4个公社改称为乡，从马太沟乡分设六顷地乡。1985年4月，陶乐县在县城街道办事处的基础上组建城关镇。
2001年，陶乐县国营农场改为东沙乡。年底，海原县吊庄月牙湖开发指挥部成立月牙湖乡政府。
2003年8月，陶乐县乡镇调整为1个镇、3个乡，即月牙湖乡、高仁乡、红崖子乡、马太沟镇，共有40个行政村、2个居委会，135个村民小组、10个居民小组。